# Unbreakable (альбом Scorpions)
Unbreakable (англ. Незла́мні) — двадцятий, ювілейний, альбом німецького рок-гурту Scorpions, випущений 2004 року.

## Учасники запису
- Клаус Майне — вокал
- Рудольф Шенкер
- Маттіас Ябс — гітара
- Джеймс Коттак — ударні
- Павел Мачівода — бас
- Баррі Спаркс (бас у Love 'em or leave 'em, Borderline)
- Інго Повітцер (бас у This Time)

## Список композицій
| #   | Назва                                        | Тривалість |
| --- | -------------------------------------------- | ---------- |
| 1.  | «New Generation»                             | 5:51       |
| 2.  | «Love 'em or Leave 'em»                      | 4:04       |
| 3.  | «Deep and Dark»                              | 3:39       |
| 4.  | «Borderline»                                 | 4:53       |
| 5.  | «Blood Too Hot»                              | 4:16       |
| 6.  | «Maybe I Maybe You»                          | 3:32       |
| 7.  | «Someday Is Now»                             | 3:25       |
| 8.  | «My City My Town»                            | 4:55       |
| 9.  | «Through My Eyes»                            | 5:23       |
| 10. | «Can You Feel It»                            | 3:49       |
| 11. | «This Time»                                  | 3:36       |
| 12. | «She Said»                                   | 4:42       |
| 13. | «Remember the Good Times (Retro Garage Mix)» | 4:24       |

| Бонус - треки японського видання | Бонус - треки японського видання | Бонус - треки японського видання |
| #                                | Назва                            | Тривалість                       |
| -------------------------------- | -------------------------------- | -------------------------------- |
| 14.                              | «Dreamers»                       | 4:47                             |
| 15.                              | «Too Far»                        | 3:08                             |

Лейбл: Sony BMG